# Wiereńki (przystanek kolejowy)
Wiereńki (biał. Вярэнькі, ros. Вереньки) – przystanek kolejowy w pobliżu miejscowości Wiereńki, w rejonie dokszyckim, w obwodzie witebskim, na Białorusi. Położony jest na linii Połock - Mołodeczno.